# Llengües d'Àfrica

Llengües d'Àfrica en l'actualitat.

Les llengües africanes, més de 2.000, pertanyen a diferents famílies lingüístiques i conviuen amb els idiomes de la colonització, sovint cooficials, especialment amb l'anglès i el francès. En molts casos és difícil distingir el que és una llengua d'un dialecte. Algunes llengües africanes, com el suahili, el hausa, el ioruba, a l'Àfrica subsahariana i l'àrab al nord de continent, compten amb desenes de milions de parlants. Altres llengües com el laal, el shabo, i el dahalo no arriben al centenar.
La diversitat lingüística de molts països africans ha fet de la política lingüística un assumpte extremadament important en l'era neo-colonial. Els països africans han anat prenent consciència a poc a poc del valor d'aquesta herència cultural, per la qual cosa la política del llenguatge que desenvolupen avui dia apunta cap a un multilingüisme (en realitat, ja existeix de fet, perquè és a Àfrica on es troba el major percentatge de persones bilingües, trilingües i políglots)

## Llengües d'Àfrica

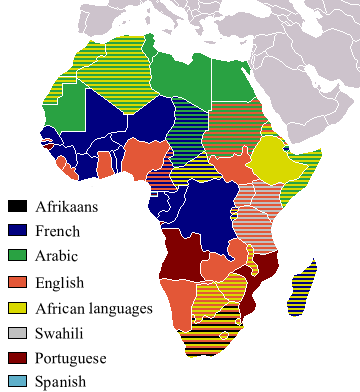
Llengües oficials

Al llarg de la història multilingüística del continent africà, les llengües han estat en contacte amb unes altres i han estat molt nombrosos els casos d'interinfluencia important. També va haver-hi llengües que van tenir una gran expansió, com les llengües bantu i l'àrab, a conseqüència de l'expansió islàmica a partir segle VII després de Crist marcant l'inici d'un període de profunda influència àrab al nord d'Àfrica.
Moltes innovacions culturals i lingüístiques es van expandir al llarg de les rutes comercials, com les linguae francae fulfulde (Oest d'Àfrica), hausa a Nigèria i Níger, lingala, kikongo, suahili a l'est d'Àfrica i l'àrab al nord.
Després d'obtenir la independència, molts països africans per afavorir la unitat nacional, van triar una llengua per ser usada pel govern i en l'educació. Però, en anys recents (a principis del segle XXI), la majoria dels països africans han començat a preocupar-se per la conservació de les llengües minoritàries. Les polítiques del llenguatge que s'estan desenvolupant en l'actualitat estan orientades cap al multilingüisme.

## Característiques
No existeixen trets comuns a totes les llengües parlades a Àfrica, ja que depenen de la família lingüística a què pertanyin. Sí que es poden trobar, tanmateix, certes característiques més freqüents en aquests idiomes que en altres àrees de la Terra, com ara l'existència de clics i consonants implosives en fonètica, la comparació a partir de verbs o l'existència de llengües tonals i xiulades. És probable que aquestes coincidències es deguin al contacte entre llengües i no a un sol origen, fet que resta controvertit. Encara que certs trets són més freqüents a Àfrica que fora d'ella:
- Entre els trets comuns de les llengües d'Àfrica es troben certs tipus de fonemes com els implosius; secs llavi-vocals com /k͡p/ i /g͡b/ (que es pronuncien k més p, etc.); fonemes inicials gairebé tancats, i consonants clusters (clics).
- Entre els fonemes que són relativament poc freqüents en les llengües africanes, estan les uvulars, els diftongs, i les vocals rodones frontals.
- És freqüent que s'usi la mateixa paraula per designar animal i menjar. La paraula nama o nyama amb els significats d'animal i menjar existeix en diverses llengües africanes. Entre les estructures sintàctiques més comunes està l'ús de verbs-adjectius i l'expressió de la comparació per mitjà d'un verb.

Hi ha llengües tonals a tot el món, però, principalment a Àfrica, Àsia i Oceania. A Àfrica hi ha nombroses llengües tonals. Tant les niloticosaharianes com les khoisan són tonals. La gran majoria de les llengües nigerocongoleses també són tonals. A més, hi ha llengües tonals en els grups omòtic, caadic i cuixític. El tipus més comú de sistemes tonals oposa dos nivells tonals: (A) alt i (B) baix (tons de nivell) que poden sovint ser analitzats com dos o més tons en successió en una síl·laba senzilla. Les melodies tonals tenen, en molts casos, un paper important en la comunicació.
També s'ha suggerit un possible origen comú de les llengües africanes, però no sembla gens evident.

## Classificació lingüística
L'anàlisi filogenètic de les llengües africanes, d'origen no europeu, ha portat a conjecturar que poden adscriure's a almenys quatre famílies autòctones: afroasiàtica, a la franja nord i sud-oest, amb 300 milions de parlants nadius i els documents més antics existents sobre un idioma (accadi); niloticosahariana, al centre del continent, un dels grups més controvertits per l'extrema diversitat dels seus components; nigerocongoleses al centre i sud, la família lingüística més nombrosa del món i que agrupa el 85% dels habitants africans, sigui com a llengua nadiua o apresa posteriorment; i khoisan, parlades al sud-est del continent, en seriós perill d'extinció. A més hi ha també diverses altres llengües sense classificar (freqüentment considerades aïllades), llengües al·lòctones d'origen europeu i llengües al·lòctones austronesies a Madagascar, com el malgaix. D'altres van sorgir de la barreja o crioll de llengües autòctones i idiomes colonials.

### Afroasiàtiques
Formalment conegudes com a llengües hamito-semítiques, les llengües afroasiàtiques són parlades a molts països (Àfrica del nord, est d'Àfrica, i sud-oest d'Àsia). La família de llengües afroasiàtiques comprèn aproximadament 240 llengües parlades per 400 milions de persones. Les principals famílies afroasiàtiques són les famílies semítica, cuixítica, amaziga i txàdica. La llengua semítica és l'única branca afroasiàtica d'origen no africà. L'egípcia, semítica i amaziga són branques predominantment parlades (encara que no exclusivament) per persones d'origen caucàsic, la cuixítica, omòtica i txàdica compten amb un gran nombre de parlants i inclouen l'àrab (semític), l'oromo (cuixític) i el hausa (txàdic). De totes les famílies de llengües vives del món, l'afroasiàtica és la que té la més llarga història escrita, tant pel que es refereix a l'egipci antic com a l'accadi.

### Niloticosaharianes
Les llengües niloticosaharianes són un grup de llengües principalment parlades al Sudan, Etiòpia, Uganda, Kenya, i el nord de Tanzània. La família consta de més de 100 llengües parlades per 30 milions de persones. Les llengües niloticosaharianes més conegudes són la turkana (Kenya), la massai (Kenya i Tanzània), la kanuri (Nigèria) i la songhai (Mali). Moltes llengües niloticosaharianes són tonals.
La família niloticosahariana és extremadament diversa i bastant controvertida. Les llengües kadu van ser sovint agrupades amb les kordofanianes, però avui dia es considera que formen part de la família niloticosahariana. Les llengües nilòtiques, s'han expandit en els darrers segles amb els pobles d'ascendència nilòtica. Són una família de llengües de gran expansió geogràfica i que compten amb un gran nombre de parlants.

### Nigerocongoleses
La família de llengües nigerocongoleses és el grup d'Àfrica que inclou més llengües diferents. Un dels trets notables que tenen en comú aquestes llengües és l'ampli sistema de classes nominals, que pot considerar-se una forma de gènere gramatical. La majoria d'aquestes llengües són tonals.
La família bantu comprèn una moltes llengües de la família nigerocontogesa A i B (bantú). La unió de la família nigerokordofaniana, amb la nigerocongolesa i amb les llengües kordofanianes de la zona central del sud del Sudan, va ser proposada en 1950 per Joseph Greenberg. Avui és comú per als lingüistes usar el terme "nigerocongoleses" per referir-se a la família completa, incloent com a subfamília la kordofaniana. Una raó per a això és que no sembla clar que el kordofanià hagi estat la primera branca que es va separar de la resta de les nigerocongoleses. Les llengües mande han estat considerades també com molt divergents dins de les nigerocongoleses.
L'existència del grup nigerocongolès és generalment acceptada pels lingüistes, encara que alguns qüestionen la inclusió del kordofanià i del mande.

### Khoisan
Les llengües khoisànides, unes 50, parlades per unes 120.000 persones, es troben principalment a Namíbia, Botswana i Angola. També es consideren khoisan les llengües sandawe i hadza de Tanzània. Molts lingüistes consideren que l'existència de la branca khoisan és una hipòtesi que no ha estat provada.
Una característica peculiar -i única- de les llengües khoisan és el seu ús de consonants suaus. Algunes llengües veïnes com la bantu (principalment la variant xhosa i també el grup zulu) han pres alguns fonemes de les llengües khoisan com, per exemple, de la llengua cuixítica i de la dahalo. Totes les llengües khoisan són tonals.

### Famílies al·lòctones d'Àfrica
Moltes llengües parlades a Àfrica pertanyen a famílies no-africanes l'origen de les quals està fora del continent, com, per exemple, el malgaix, la llengua principal de Madagascar, que és una llengua austronèsia, i el gujarati, que procedeix de l'Índia.
Des de l'era de la colonització, llengües europees com el francès, l'anglès, i en menor mesura el portuguès, van tenir una gran difusió al continent africà. Dins d'aquest grup està també l'afrikaans, que és un dialecte del neerlandès.

### Llengües criolles
Principalment a causa del seu multilingüísme i al seu passat colonial, un important percentatge de les llengües criolles del món es troba a Àfrica. Algunes basades en llengües europees, l'anglès dialectal a Sierra Leone, el kriol del portuguès a Guinea Bissau i Cap Verd, el kreol del francès a les illes Seychelles, o el creolé mauritian a Maurici. També hi ha algunes d'origen àrab, com l'àrab juba al sud del Sudan, o el nubià en algunes parts d'Uganda i Kenya. I, finalment, hi ha d'altres basades autòctones, com el sango, que és llengua principal de la República Centreafricana.

### Llengües de classificació dubtosa

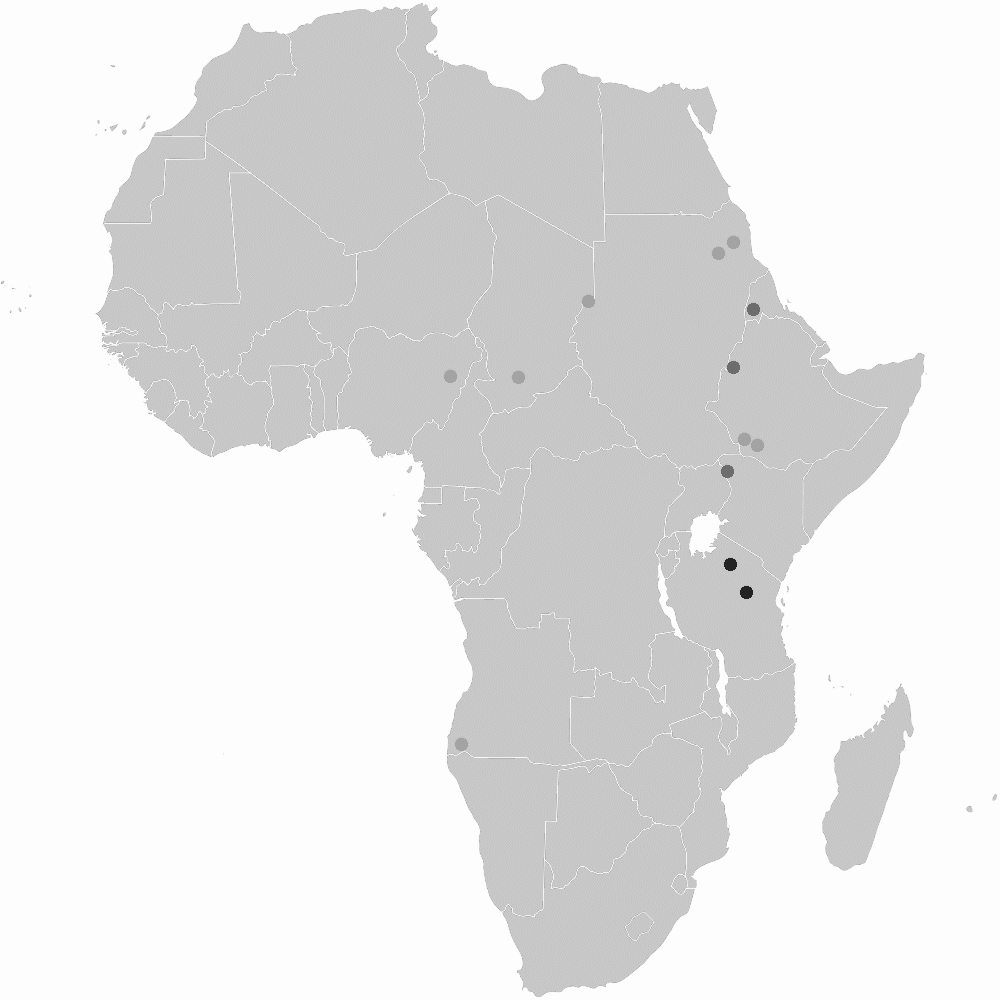
Llengües aïllades (negre), gairebé-asilades (gris fosc) i de classificació dubtosa (gris clar) d'Àfrica.

Es desconeix el nombre exacte de llengües sense classificar a Àfrica. Moltes llengües han estat adscrites a una de les grans famílies del continent però hi ha dubtes sobre si no seria més adequat considerar-les com llengües aïllades o quasi-aïllades:
- Llengües possiblement khoisànides o tal vegada aïllades:

1. Hadza, parlada a Tanzània, per a aquesta llengua no existeix una evidència de parentiu lèxica ferm, i la seva inclusió dins del khoisan es deu al fet que són llengües d'origen pre-bantu que fan servir clics.
2. Sandawe, parlada a Tanzània, el cas d'aquesta llengua és essencialment el mateix que l'anterior, encara que s'han aportat algunes evidències addicionals.
3. Kwadi, parlada a Angola actualment extinta, sovint considerada com una llengua khoisan)

- Llengües possiblement nigerocongoleses o tal vegada aïllades:

1. Jalaa, parlada en l'est de Nigèria, en perill de desaparició. Possible pertinença al grup nigerocongolès)
2. Laal, parlada en el centre de Txad, sovint considerada com una llengua nigerocongolesa.

- Llengües possiblement niloticosaharianes o tal vegada aïllades:

1. Mekejir o Shabo (sovint considerada com una llengua niloticosahariana)
2. Meroític, llengua morta parlada en l'antiga Mèroe (actualment Sudan), en el regne de Núbia; existeixen intents de relacionar-la amb les llengües niloticosaharianes)
3. Ongota o Birale, parlada a Etiòpia, pràcticament desapareguda -l'any 2000, només es van registrar 8 parlants. Sovint considerada com una llengua afroasiàtica).
4. Berta (o Wetamit), parlat a Etiòpia.
5. Zaghawa (o *Beriaa), parlat a Txad i Sudan.
6. Kuliak, parlat a Etiòpia, podria constituir una família de llengües quasi-aïllades.
7. Kunama, parlat a Uganda, podria constituir una família de llengües quasi-aïllades.
8. Gumuz, parlat a Etiòpia, podria constituir una família de llengües quasi-aïllades.

- Llengües possiblement afroasiàtiques o tal vegada aïllades:

1. Beja, parlada a Sudan, Egipte i Eritrea, considerada per alguns una branca independent de l'afroasiàtic, per uns altres una part del cuixític, existeixen molts dubtes sobre la seva classificació.
2. Ongota (o Birale), parlada a Etiòpia, sovint considerada com una llengua niloticosahariana.

Entre les quals han estat menys estudiades estan la bete, la bung, la kujarge, la lufu, la mpre, la oropom, i la weyto. Moltes d'aquestes es van extingir, per la qual cosa no es disposa de dades comparatives adequades.

## Llengües per nombre de parlants
Les dues llengües africanes autòctones amb major nombre de parlants són el suahili (bantu < Níger-Congo) i el hausa (txàdic < afroasiàtic). Les principals llengües d'Àsia per nombre de parlants són:
| Llengua                    | Família de llengües | Parlants nadius | Parlants segona llengua | Països |
| -------------------------- | ------------------- | --------------- | ----------------------- | --- |
| Àrab                       | Afroasiàtica        | 100 milions     | 30 milions              | Marroc · Mauritània · Algèria · Mali · Tunísia · Líbia · Egipte · Sudan · Txad · Somàlia                       |
| Francès                    | Indoeuropea         | 15 milions      | 100 milions             | Algèria · Marroc · Tunísia · Maurici · Gabon · Costa d'Ivori · Senegal · Seychelles · Rep. del Congo · Camerun |
| Suahili                    | Nigero-Congolesa    | 10 milions      | 80 milions              | Tanzània · Kenya · Uganda · R.D. del Congo                                                                     |
| Oromo                      | Afroasiàtica        | 25 milions      | 45 milions              | Etiòpia · Kenya · Somàlia                                                                                      |
| Anglès                     | Indoeuropea         | 10 milions      | 50 milions              | Sud-àfrica · Nigèria · Libèria · Sierra Leone · Camerun                                                        |
| Hausa                      | Afroasiàtica        | 25 milions      | 15 milions              | Nigèria · Níger                                                                                                |
| Amazic (Diverses llengües) | Afroasiàtica        | 25 milions      | 15 milions              | Marroc · Algèria · Líbia · Tunísia · Mauritània · Egipte                                                       |
| Ioruba                     | Niger-Congo         | 21 milions      | 5 milions               | Nigèria · Benín · Togo                                                                                         |
| Zulu                       | Niger-Congo         | 9 milions       | 16 milions              | Sud-àfrica |
| Igbo                       | Niger-Congo         | 18 milions      | 3 milions               | Nigèria |
| Malgaix                    | Austronèsies        | 20 milions      | 1 millón                | Madagascar |
| Amhàric                    | Afroasiàtica        | 18 milions      | 3 milions               | Etiòpia |
| Afrikaans                  | Indoeuropea         | 6 milions       | 16 milions              | Sud-àfrica · Namíbia                                                                                           |
| Somalí                     | Afroasiàtica        | 18 milions      | 3 milions               | Somàlia · Etiòpia                                                                                              |
| Kinyarwanda-rundi          | Niger-Congo         | 14 milions      | 4 milions               | Ruanda · Burundi                                                                                               |
| Portuguès                  | Indoeuropea         | 9 milions       | 9 milions               | Moçambic · Angola · Cap Verd · Guinea Bissau · São Tomé i Príncipe                                             |
| Fula                       | Niger-Congo         | 14 milions      | 2 milions               | Senegal · Gàmbia · Guinea · Sudan · Camerun                                                                    |
| Luo                        | Nilo-sahariana      | 12 milions      | 4 milions               | Etiòpia · Sudan del Sud                                                                                        |
| Mandinka                   | Niger-Congo         | 5 milions       | 9 milions               | Senegal · Gàmbia · Guinea Bissau                                                                               |
| Bambara                    | Niger-Congo         | 4 milions       | 10 milions              | Mali · Burkina Faso · Costa d'Ivori                                                                            |
| Shona                      | Niger-Congo         | 7 milions       | 4 milions               | Zàmbia · Zimbàbue · Moçambic                                                                                   |
| Espanyol                   | Indoeuropea         | 4 milions       | 6 milions               | Guinea Equatorial · Sàhara Occidental · Canàries · Ceuta · Melilla · Marroc · Cocobeach · Tinduf · Luena       |